# Lupin III - La pagina segreta di Marco Polo
Lupin III - La pagina segreta di Marco Polo (ルパン三世 東方見聞録 〜アナザーページ〜?, Rupan Sansei - Tōhō kenbunroku ~Anazā Pēji~ lett. Lupin III - La storia del mondo orientale  ~Another Page~) è il ventitreesimo special televisivo animato giapponese dedicato al ladro gentiluomo Lupin III nato dalla mente di Monkey Punch, andato in onda per la prima volta in patria su Nippon Television il 2 novembre 2012. In Italia lo special è stato trasmesso in prima TV su Italia 1 il 1º ottobre 2016 alle 23:35.

## Trama
L'archeologo Theo Argento ha ritrovato a Genova, nei sotterranei di palazzo San Giorgio, l'unica pagina mancante dal libro Il Milione di Marco Polo, nella quale sarebbe racchiuso il segreto per trovare una cosa "cento volte più preziosa dell'oro". Quando l'uomo viene ucciso, Lupin III viene accusato di essere il suo omicida. Nella sua fuga dalla polizia si trova a dover proteggere Lisa, nipote del professore, braccata da Bernard Vilar, presidente della potente multinazionale delle armi Lombardo Industries, in quanto ritenuta la sola in grado di decifrare la pagina e condurre quindi al tesoro. Zenigata, intuendo che Lupin non centra, segue le indagini e col tempo scoprirà ciò che Lupin sapeva dall'inizio; il ladro era presente quando Claudio Berardi, collega e ex allievo del professor Argento, aveva avuto una colluttazione tentando d'impedirgli di distruggere la pagina mancante; ferito gravemente, Argento ha innescato una esplosione per cancellare ogni possibilità di trovare il tesoro. La giovane ed ingenua Lisa, equivocando la presenza di Lupin e Jigen poco dopo essersi separata da Zenigata che la proteggeva, li scambia per agenti dell'Interpol e si fida di loro.
Intanto in Giappone, a Hiraizumi, il samurai Goemon decide di rinunciare alla via della spada dopo aver incontrato un monaco che lo porta a casa sua, addestrandolo; il vecchio ha tre giovani nipoti, il cui atteggiamento verso Goemon è molto differente; Hiromi, la maggiore, lo lascia in pace ma finisce per invaghirsi di lui; Rumi, la seconda, è sospettosa e teme voglia rubare un tesoro custodito dal nonno; Ami, l'ultima, è intrigata e cerca di spingerlo tra le braccia di Hiromi. In seguito Goemon scoprirà che il monaco si chiama Saitō Musashibō Benkei XXII°, e discende dall'omonimo monaco guerriero giapponese; l'antenato lasciò ai discendenti il compito di custodire un gruppo di armi appartenute a lui. Più avanti Lupin e Jigen ritroveranno Goemon sulla loro strada.
Prima di indagare sulle ricerche di Argento, Lupin si infiltra nella sede delle Lombardo Industries, copiando i loro dati; poi va in Cina a trovare un capo della mafia cinese, Bāolóng, e lo fa evadere dal carcere; da lui ottiene altre informazioni, e l'aiuto per lasciare il continente verso il Giappone. Lupin spiega a Lisa che Marco Polo aveva appreso un segreto da Kublai Khan, e che il vecchio imperatore temeva di svelarlo, ritenendo che ciò avrebbe scatenato altre guerre. Così Polo ricevette l'incarico di nascondere il segreto fuori dall'impero cinese, e si recò in Giappone.
Qui Lupin e Jigen incontrano Goemon, e arriva anche Vilar con un aereo militare per trasporto truppe e attacco; Goemon decide di riprendere la via della spada per salvare Hiromi; Lupin riesce a sbarazzarsi di Vilar e Lisa scopre la verità sulla morte del nonno; inoltre, Lupin rivela che Berardi era complice di Vilar (questi gli aveva promesso la carica di amministratore nell'azienda).
Alla fine, Lisa torna all'università per continuare il lavoro del nonno. Goemon distrugge il satellite delle Lombardo Industries che lanciava un potente raggio distruttore dall'orbita terrestre, e Lupin scappa inseguito come al solito da Zenigata.

## Doppiaggio
L'edizione italiana è stata realizzata per Mediaset dallo studio Logos di Milano con la supervisione editoriale di Tania Gaspardo. La direzione del doppiaggio è a cura di Alessio Pelicella mentre la traduzione e l'adattamento dei dialoghi sono a opera di Andrea De Cunto.
| Personaggio                    | Doppiatore originale | Doppiatore italiano |
| ------------------------------ | -------------------- | ------------------- |
| Lupin III                      | Kan'ichi Kurita      | Stefano Onofri      |
| Daisuke Jigen                  | Kiyoshi Kobayashi    | Alessandro D'Errico |
| Goemon Ishikawa XIII           | Daisuke Namikawa     | Antonio Palumbo     |
| Fujiko Mine                    | Miyuki Sawashiro     | Alessandra Korompay |
| Ispettore Koichi Zenigata      | Kōichi Yamadera      | Rodolfo Bianchi     |
| Lisa Argento                   | Marina Inoue         | Perla Liberatori    |
| Saitō Musashibō Benkei XXII    | Ichirō Nagai         | Dante Biagioni      |
| Ami                            | Sora Tokui           | Joy Saltarelli      |
| Hiromi                         | Romi Park            | Vanina Marini       |
| Rumi                           | Yuka Terasaki        | Gaia Bolognesi      |
| Bernard Vilar (Bernardo Vilar) | Kōji Ishii           | Sergio Lucchetti    |
| Theo Argento                   | Tadashi Nakamura     | Pierluigi Astore    |
| Claudio Berardi                | Hiroshi Tsuchida     | Alberto Bognanni    |
| Bāolóng                        | Tadashi Miyazawa     | Massimiliano Plinio |

## Errore storico
Durante le spiegazioni con Benkei, Lupin corregge i suoi complici che credevano possibile la sovrapposizione tra due figure storiche, il condottiero mongolo Gengis Khan e il generale giapponese Yoshitsume Minamoto, spiegando che ci sono secoli di differenza tra i due; curiosamente, questo stesso errore era alla base della trama della puntata 37 della seconda serie TV, L'oro di Gengis Khan.

## Colonna sonora
Tutte le musiche sono composte da Yūji Ōno. La sigla finale dello special televisivo è la storica Rupan Sansei - Ai no tēma (ルパン三世 愛のテーマ? lett. "Lupin III - Il tema musicale dell'amore"), in una versione cantata da Miki Imai insieme a DOUBLE.

## Edizioni home video
In Giappone, i DVD e Blu-ray Disc dello special sono in vendita dal 20 febbraio 2013, editi da VAP, mentre in Italia sono usciti in vendita dal 6 giugno 2024 all'interno della raccolta LUPIN THE 3rd TV MOVIE COLLECTION 2011-2013 in un cofanetto che comprende anche Lupin III - Il sigillo di sangue, la sirena dell'eternità e Lupin III - La principessa della brezza.